# Mustafa Abdülcemil Qırımoğlu
Mustafá Abdülcemil Qırımoğlu (en tártaro de Crimea: Mustafá Abdülcemil Cemílev, Мустафа Абдульджемиль Джемилев, en ruso: Мустафа́ Абдулджеми́ль Джеми́лев, en ucraniano: Мустафа́ Абдульджемі́ль Джемі́лєв, transliterado Mustafá Dzhemílev; nacido en Ay Seres, Unión Soviética, el 13 de noviembre de 1943) es un político ucraniano, expresidente del Congreso del Pueblo Tártaro de Crimea.

## Biografía

### Primeros años
Nació en Ay Seres (en la actualidad Mizhrichchia), Crimea, en 1943. Su padre Abdülcemil y su madre Mahfure en los tiempos de Stalin, fueron deportados a los montes Urales por ser hijos de familias adineradas.
Durante la Segunda Guerra Mundial su familia regresó clandestinamente a Bozköy en Crimea. Sin embargo, en 18 de mayo de 1944, cuando Mustafá Abdülcemil Qırımoğlu era un bebé, fueron deportados de Crimea como todos los tártaros de Crimea. Fueron deportados a la región de Andizhán de Uzbekistán.
Le fue prohibida la inscripción en Lengua y Literatura árabe en la Universidad de Tashkent porque pertenecía a uno de los pueblos no leales a los soviéticos así que empezó a trabajar en una fábrica.
En 1961, junto con sus amigos fundó "La Organización Nacional de la Juventud de los Tártaros de Crimea". Unas semanas después el líder de la organización fue detenido, y Qırımoğlu despedido de su puesto de trabajo. En 1962, se matriculó en el Instituto de Mecanización Agrícola y Riego de Tashkent. Pero tres años más tarde, a petición del KGB, fue expulsado por hacer propaganda en contra del Partido Comunista y la Unión Soviética al escribir y distribuir entre los estudiantes el artículo Civilización Turquíca en los siglos XIII-XVII, en Crimea.

## Detenciones
Después de ser expulsado del instituto fue llamado a filas. Fue detenido y condenado a una pena de un año y medio de prisión por decir que 

"No haré el servicio militar para un estado que no reconoce a mi nación".

En 1968, estaba entre un grupo de intelectuales en Moscú que protestaba contra la invasión de Checoslovaquia por las fuerzas del Pacto de Varsovia. Así que 1969, fue detenido por todo su pasado. Por los mismos cargos fueron detenidos un poeta judío que vivía en Moscú, Ilyá Gabáy y el célebre general Piotr Grigorenko, héroe de la Segunda Guerra Mundial. Así, el famoso general del Ejército Rojo, solo por la defensa de los derechos de los tártaros de Crimea, fue condenado a 5 años en un hospital psiquiátrico, Ilyá Gabáy y Qırımoğlu condenados a 3 años de cárcel.
Mustafá Abdülcemil fue detenido por tercera vez en 1974 por un periodo de 1 año y deportado a un  campo de trabajos forzados en Siberia. Tres días antes de salir del campamento el estado soviético abre un nuevo juicio por escribir en sus cartas propaganda y calumnia contra el Estado soviético. Paso seguido Qırımoğlu inicia una huelga de hambre que duró 303 días. Durante esta huelga de hambre fue alimentado a la fuerza.
Tanto el famoso físico Andréi Sájarov como el general Piotr Grigorenko, intelectuales soviéticos y activistas de derechos humanos, exigieron su liberación escribiendo cartas a las Naciones Unidas, a la Mundial Islámica, organizaciones de Derechos Humanos. En aquellos años en Turquía, sale la noticia de que el activista por los derechos humanos Mustafá Cemiloğlu (Qırımoğlu) fue asesinado en prisión. Esta noticia da origen a multitudinarias manifestaciones en su favor, reuniones, protestas y huelgas de hambre. Las autoridades soviéticas, ignorando la huelga de hambre y la opinión pública mundial, lo juzgan en la ciudad de Omsk, en Siberia, y lo condenan a 2,5 años de trabajos forzados en el Campo de Trabajo Primoraki en la frontera con China. No dejaron entrar al juicio abierto al público ni a los familiares ni a Andréi Sájarov y su esposa Yelena Bónner. Habían llenado la audiencia durante el juicio con los miembros del KGB y del Ministerio de Interior. Después de completar el período de castigo fue llevado a la ciudad de Tashkent. Tenía prohibido salir de la ciudad, salir de casa desde las 20:00 hasta las 06:00, entrar en lugares públicos (cafés, salones de té, teatros, plazas de mercado, etc.) y la obligación de presentarse cada semana en la comisaría.
Un año más tarde, violando los términos de la custodia abierta, fue arrestado por quinta vez. Esta vez fue desterrado por 4 años a la localidad de Zyryanka ubicada en el margen izquierdo del río Kolymá en la República de Sajá. Después de volver a casa decidió instalarse con su familia en Crimea. Tres días más tarde fue tomado y deportado a la fuerza hacia Uzbekistán, luego sería reasentado en la ciudad de Yangiyul.
En noviembre de 1983, fue detenido por sexta vez. En el juicio de Tashkent fue condenado a 3 años de trabajos forzados en un campo de trabajo. Los cargos eran como siempre, difamar la política interna y exterior del Estado soviético, ser antisoviético, escribir un informe en el que se condenaba la invasión de Afganistán -junto con Andréi Sájarov y unos pocos intelectuales- y otros como tratar de enterrar a su padre en Crimea, su padre murió en la región de Krasnodar en 1983, y encabezar un conflicto con la policía y los soldados durante este tiempo. Justo antes de salir del campo de trabajo, cerca de la ciudad de Magadán, en 1986, se abre un nuevo juicio en Magadán contra Qırımoğlu en el que lo condenan a 3 años de prisión. Sin embargo, tras recibir esta noticia Turquía y los Estados Unidos empiezan una intensa campaña y Ronald Reagan como un requisito previo para asistir a la primera cumbre Gorbachov-Reagan, en la ciudad de Rejkyavik, pide la liberación de Qırımoğlu y 5 activistas más de los derechos humanos. Era una libertad condicional y en el caso de asistir a actos políticos, tendría que cumplir 3 años de prisión.

### Liderazgo
Qırımoğlu, al salir de la cárcel, se reúne con los miembros del Movimiento Nacional de los Tártaros de Crimea y continua sus actividades con la visión nacional. En 1987, organizó junto con sus amigos en la Plaza Roja, unas manifestaciones de los Tártaros de Crimea que nunca había visto la Unión Soviética.
En mayo de 1989, en Tashkent, en la reunión general de los grupos del Movimiento Nacional de los Tártaros de Crimea, Qırımoğlu fue elegido presidente. Bajo la dirección de esta Organización en 1991 y como resultado de las selecciones de los tártaros de Crimea de la Unión de Repúblicas Socialistas Soviéticas reúne en Akmescit la II Asamblea Nacional de los Tártaros de Crimea en 26 de junio de 1991. Esta asamblea eligió en el más alto cargo que autoriza representar a todos los tártaros de Crimea a Mustafá Abdülcemil Qırımoğlu como Presidente del Consejo Nacional de los Tártaros de Crimea.
En noviembre de 2001, la IV Asamblea Nacional de los Tártaros de Crimea vuelve a elegir como presidente del Consejo Nacional de los Tártaros de Crimea a Mustafá Abdülcemil Qırımoğlu. Desde noviembre de 2013 dicha presidencia la desempeña Refat Chubárov. Mustafá Dzhemílev está casado y tiene tres hijos. Actualmente vive en Bajchisarái.

### Crisis de Crimea
El primer ministro interino de Crimea, Serguéi Aksiónov, acusó el 23 de abril de 2014 a Mustafá Abdülcemil Qırımoğlu, por «tramar provocaciones contra la paz étnica» en la república de Crimea anexada a Rusia desde el 18 de marzo. Un día antes había intentado entrar a Crimea desde Ucrania, pero se le comunicó que Rusia le había declarado «Persona non grata» por cinco años. El Servicio ruso de Migración indicó que el organismo no tenía relación con el incidente. Aksiónov, por su parte, afirmó que no había visto ningún papel sobre la prohibición de Qırımoğlu para ingresar a la península. También dijo que podía visitar Crimea libremente «siempre y cuando fuera con buenos propósitos e intenciones, para avalar la actuación del Gobierno y el Parlamento» de la república.
Anteriormente, el expresidente del Consejo Nacional de los Tártaros de Crimea se había negado a avalar el referéndum del 16 de marzo, donde se impuso la opción del ingreso de Crimea a la Federación Rusa. Durante el referéndum estaba en Ankara, donde celebró una conferencia de prensa conjunta con el ministro de Exteriores turco, Ahmet Davutoglu. Qırımoğlu afirmó que los resultados «fueron manipulados por Rusia». El 14 de abril, Qırımoğlu fue condecorado con la Orden de la República por el presidente turco, Abdullah Gül.